# Ancien hôpital militaire de Saint-Denis
Pour les articles homonymes, voir Ancien hôpital.
L'ancien hôpital militaire de Saint-Denis est un ancien hôpital militaire de l'île de La Réunion, département et région d'outre-mer français dans le sud-ouest de l'océan Indien. Situé avenue de la Victoire à Saint-Denis, il accueille aujourd'hui des services de la préfecture de La Réunion ainsi que conseil départemental de La Réunion. Il est inscrit en totalité à l'inventaire supplémentaire des Monuments historiques depuis le 3 avril 2007,.